# 托雷坎波
托雷坎波，是西班牙安达卢西亚自治区科尔多瓦省的一个市镇。总面积197平方公里，总人口1420人（2001年），人口密度7人/平方公里。